# Raúl Granjel
Raúl Granjel (* 16. November 1987) ist ein kubanischer Straßenradrennfahrer.
Raúl Granjel gewann 2006 die elfte Etappe der Vuelta a Costa Rica nach Santo Domingo. Im nächsten Jahr gewann er eine Etappe bei der Vuelta a Cienfuegos und er war wieder bei der Vuelta a Costa Rica erfolgreich. In der Saison 2008 wurde er bei der Vuelta a Cuba einmal Etappendritter und konnte in der Gesamtwertung den zweiten Rang belegen. Außerdem war er auf einem Teilstück der Vuelta Ciclista del Uruguay erfolgreich.

## Erfolge
2006
- eine Etappe Vuelta a Costa Rica

2007
- eine Etappe Vuelta a Costa Rica

2010
- Kubanischer Meister – Straßenrennen